# Kvantum
A kvantum latin szó (quantum, jelentése mennyiség). A legáltalánosabban véve valami mérhetőnek az alapvető egysége.
A kvantum a fizikában a legkisebb adag, amivel egy mérhető mennyiség növelhető. Az elektromágneses sugárzás kvantuma például a foton, egy adott frekvenciájú hullámszerű csomag. A kvantummechanika a 20. század elején azon az alapvető feltevésen jött létre, hogy az elektromágneses sugárzás ilyen csomagokban érkezik.